# 니시야 겐토
니시야 겐토(일본어: 西矢 健人, 1999년 11월 7일~)는 일본의 축구 선수이다.

## 구단 경력
그는 2022년 일본 풋볼 리그의 FC 오사카에 입단했다. 2022년 일본 풋볼 리그 준우승으로 J3리그로 승격했다. 2023년 8월 J2리그의 후지에다 MYFC로 이적했다. 2024년까지 35경기에 출전하여, 2득점을 넣었다. 2024년 7월 J1리그의 사간 도스로 이적했다. 2024년후 J2리그에 강등했다.